# 陈曾太郎
陈曾太郎（1994年4月6日—），曾以陈程的名字参加足球联赛，中国足球运动员，司职中场，现效力于中国足球乙级联赛球队沈阳东进。

## 职业生涯

### 早年
陈曾太郎父亲姓陈，母亲姓曾，原名太，郎字取儿子之意，故名。2011年，作为沈阳队的一员，他参加了第七届全国城市运动会男足乙组的比赛。2013年，辽宁U18全运队以“辽宁青年”为名参加2013年中国足球乙级联赛，陈程是队里的26号。同年，他作为辽宁队的主力，帮助球队夺得中华人民共和国第十二届全国运动会男足乙组（U18）比赛的冠军，决赛阶段五场比赛场场首发。赛后，陈程入选了黎兵的中国国青队。
2014年初，他进入中国足球乙级联赛沈阳东进队的名单。但是，这年夏天，他远走葡萄牙，加盟了马夫拉体育会，代表马夫拉B队在里斯本大区乙级联赛上场5次。

### 石家庄永昌
2015年1月，刚刚升入中国足球超级联赛的石家庄永昌与陈曾太郎签约。陈曾太郎是球队新赛季的U21内援之一。2015年3月20日，中国足协在官方网站上公布罚单，陈曾太郎因为身份、年龄造假，被禁止参加中国足协举办的比赛一年，禁赛时间自2015年2月28日至2016年2月27日。石家庄永昌俱乐部回应称，签约时对身份、年龄造假情况并不知情；陈曾太郎有两个身份证。根据公开资料，2011年第七届全国城市运动会沈阳队、2013年第十二届全运会辽宁U18队、2014年中乙联赛沈阳东进队陈程出生于1995年3月12日，参赛证号为MA58921。2014年中乙联赛沈阳东进队名单中还注出其籍贯为河北。去葡萄牙后，新闻中他的名字变成了陈曾太郎。2015年中超联赛石家庄永昌31号陈曾太郎出生于1994年4月6日，籍贯广西，参赛证号为MA51814。

### 重返沈阳东进
2016年夏天，陈曾太郎重返沈阳东进。

## 荣誉
- 中华人民共和国第十二届全国运动会男足乙组（U18）冠军